# Світська держава

Світські держави
Держави з офіційними релігіями
Даних немає

Світська держава — держава з устроєм, де релігія відокремлена від неї, і яка регулюється на основі громадянських, а не релігійних норм; рішення державних органів не можуть мати релігійного обґрунтування. Законодавство світської держави може відповідати (повністю або частково) релігійним нормам; «Світськість» визначається не наявністю суперечностей з релігійними установами, а свободою від таких. Наприклад, заборона абортів є світським рішенням, якщо це обґрунтовується загальногуманістичними міркуваннями (а точніше — медико-біологічною доцільністю), а не релігійними передумовами.
У світській державі кожна людина має право розраховувати на те, що вона зможе жити, не звертаючись до релігійних інститутів. Наприклад, укладення шлюбів і здійснення правосуддя є в ньому прерогативою держави. У світській державі послідовники всіх конфесій рівні перед законом.
Більшість мусульманських країн не відповідають критеріям світськості. Так, Іран і Саудівська Аравія офіційно є теократичними державами, в конституціях більшості арабських країн записано, що їхнє законодавство засноване на Корані і шаріаті, релігійна форма шлюбу є єдиною можливою. У Малайзії в останні роки відбувся відхід від світської держави (з'явилася релігійна поліція, що розглядає справи мусульман). Із держав, де переважає мусульманське населення, світськими є, наприклад, Туреччина та Азербайджан. Крім того, бувають випадки, коли держава має державну релігію і разом з тим проголошує себе світською (Англія, Данія, Єгипет, Туніс, Бангладеш і т.д). Чи не повністю релігія відділена від держави і в Ізраїлі.
Принцип світськості передбачає відокремлення держави від релігійних догм, але не означає видалення релігії з суспільного життя. Також він сприяє розмежуванню сфер впливу держави і релігійних організацій при збереженні ролі держави як основної форми організації суспільно-політичної влади.
Різні типи світських держав, існуючі в сучасному світі, є закономірним підсумком розвитку суспільства. Формування певного типу світської держави обумовлено конкретними історичними, політичними, культурними та іншими особливостями суспільної динаміки.